# لو مونته
لو مونته (انگلیسی: Lou Monte؛ ۲ آوریل ۱۹۱۷ – ۱۲ ژوئن ۱۹۸۹) یک موسیقی‌دان اهل ایالات متحده آمریکا بود. وی بین سال‌های ۱۹۵۴ تا ۱۹۸۹ میلادی فعالیت می‌کرد.